# Майбалицький сільський округ
Майбали́цький сільський округ (каз. Майбалық ауылдық округі, рос. Майбалыкский сельский округ) — адміністративна одиниця у складі Жамбильського району Північноказахстанської області Казахстану. Адміністративний центр — село Святодуховка.
Населення — 730 осіб (2021; 1436 у 2009, 2285 у 1999, 2821 у 1989).
Станом на 1989 рік існували Жанажольська сільська рада (села Жалтирша, Жанажол, Октябр) та Майбалицька сільська рада (села Ольговка, Сабіт, Святодуховка) колишнього Джамбульського району. Село Октябр було ліквідоване 2008 року, село Жалтирша — 2013 року.

## Склад
До складу округу входять такі населені пункти:
| Населений пункт    | Старі назви | Населення, осіб (1989) | Населення, осіб (1999) | Населення, осіб (2009) | Населення, осіб (2021) |
| ------------------ | ----------- | ---------------------- | ---------------------- | ---------------------- | ---------------------- |
| Жанажол, село      | -           | 834                    | 712                    | 484                    | 242                    |
| --Жалтирша, село   | -           | 87                     | 72                     | 45                     | 2                      |
| Октябр, село       | -           | 214                    | 206                    | -                      | -                      |
| Ольговка, село     | -           | 431                    | 356                    | 236                    | 36                     |
| Сабіт, село        | -           | 244                    | 204                    | 155                    | 96                     |
| Святодуховка, село | -           | 1011                   | 941                    | 516                    | 354                    |